# Muhlenbergia emersleyi
Muhlenbergia emersleyi är en gräsart som beskrevs av George Vasey. Muhlenbergia emersleyi ingår i släktet muhlygräs, och familjen gräs. Inga underarter finns listade i Catalogue of Life.